# 최태복
최태복(崔泰福, 1930년 12월 1일~2024년 1월 20일)는 조선민주주의인민공화국의 정치인으로, 조선로동당 중앙위원회 위원 겸 최고인민회의 의장을 맡았다.

## 생애
1930년 평안남도의 남포에서 태어나, 만경대혁명유자녀학원을 졸업하고, 동독의 라이프치히 공업 대학교에서 공부하였다. 1961년~1980년 함흥화학공업대학 교수, 화학연구소 함흥연구소 소장, 김책공업대학 교원, 학부장, 학장, 교육위원회 위원장 등을 거쳤다. 
1982년 최고인민회의 대의원이 되었다. 이후 1986년 조선로동당 중앙위원, 1990년 당 정치국 후보위원, 1992년 당 국제담당 비서, 1993년 최고인민회의 외교위원장, 당 교육담당 비서, 1998년 최고인민회의 의장, 2001년 당 총비서 (국제 담당)를 차례로 역임하였다.2010년 9월 조선로동당 중앙위원회 정치국 위원에 선출되었으며, 같은 해 12월 중화인민공화국을 방문해 천즈리, 우방궈 등을 만났다. 2011년 3월, 영국 의회 내 북한에 관한 상하원 공동위원회(All-Party Parliamentary Group)'의 초청으로 영국 의회를 방문하였다.
2019년 8월, 1998년부터 역임하였던 최고인민회의 의장직을 박태성에게 넘겨주고 은퇴하였다. 은퇴 이후 9·9절에 모습을 보이는 등, 은퇴한 정치인의 모습을 보여주었다. 2024년 1월 21일 사망하였다.
2024년 1월 20일 급성심근경색으로 93살을 일기로 사망했다. 사망에 즈음하여 김정은총비서가 개인의 영구를 방문하고 화환을 보내였다고 보도했다.

## 같이 보기
- 최고인민회의
- 천안함 사건
- 연평도 포격 사건